# 艾因赫勒韦
艾因赫勒韦（阿拉伯语：عين الحلوة，原意是甜美的泉水）是黎巴嫩境内最大的巴勒斯坦难民营。这里曾有7万多名巴勒斯坦难民，但2011年以来，来自叙利亚的难民大量涌入，难民总数已接近12万。难民营位于港口城市西顿的东南方。
1948年，红十字国际委员会在西顿附近建立了艾因赫勒韦营地来收容来自巴勒斯坦北部各地的难民。来自米耶米耶（Mieh Mieh）、达尔卜埃斯西姆（Darb Es Sim）和西顿的一些人拥有艾因赫勒韦所在这片土地的所有权。由于黎巴嫩武装部队不能进入营地，因此艾因赫勒韦营地被黎巴嫩媒体称为“非法者之地”，许多黎巴嫩政府通缉的人都在营地避难。

## 词源
艾因赫勒韦直译意为“美人的眼睛”。许多人认为这个营地是根据至今仍在难民营中的一眼天然泉水命名的。但实际上，艾因赫勒韦泉位于米耶米耶与达尔卜埃斯西姆之间的山谷里。泉水从泉眼向西流往位于米耶米耶与达尔卜埃斯西姆之间路口上的大坝。这个巴勒斯坦营地位于这眼泉水以西1000至1500米的地方。
法赫尔丁（Fakhr-al-Din） 二世获得了“Emir”（阿拉伯语“王子”的意思）的称号，因为当时马安（Maan）王朝统治着黎巴嫩。黎巴嫩被分割成多个酋长国。在诸多酋长国中，有一个称为“艾因赫勒韦酋长国”。这个酋长国从西北边的Ain al-Hilweh泉，绕过米耶米耶的底部，沿着现在的军官俱乐部一直向北，到达米耶米耶 与哈雷特赛达（Haret Saida）之间的巴尔古特（Barghout）河，向西到达地中海。从南面，这个酋长国一直向西延伸到地中海。因此现在这个巴勒斯坦难民营的名字就是来源于艾因赫勒韦酋长国。

## 历史

### 创立
建立于1948年。

### 1982年的战斗
1982年的第一次黎巴嫩战争期间，以色列国防军在西顿北边登陆，西顿遭到严重空袭，造成平民大量伤亡。后来，前以色列国防军陆军中校多夫·耶尔米亚（Dov Yermiya）在描述对艾因赫勒韦难民营的空袭时，认为其强度让人想起了第二次世界大战所使用的炸弹的数量，而且造成了100%的破坏。在艾因赫勒韦的战斗持续了很长时间，最后巴勒斯坦士兵在一座清真寺进行了最后的战斗，以色列国防军后来将清真寺炸掉。

### 1990年法塔赫接管
20世纪80年代，黎巴嫩的大部分巴勒斯坦难民营是由叙利亚支持的巴勒斯坦团体掌控的。在80年代晚期，亚瑟·阿拉法特·法塔赫运动的成员被从其他难民营中驱逐出来，他们来到了艾因赫勒韦。在与阿布尼达尔组织（Abu Nidal Organization）血战了三天之后，法塔赫成员确立了在艾因赫勒韦的统治地位。然而，至1993年，由营地中的法塔赫最高军事指挥官穆尼尔·马格达赫（Mounir Maqdah）领导的另一个团体“黑色9月13日之旅”，在真主党和伊朗的支持下，打败了主流的法塔赫成员，取得统治权。马格达赫的统治时间很短，因为他于1998年在巴勒斯坦当局重新开始资助营地之后又加入了法塔赫。黎巴嫩法庭宣布法塔赫在黎巴嫩的领导者苏丹·阿布·艾奈恩（Sultan Abu al-Aynayn）犯了“组织武装帮派罪”并在他未出席的情况下判其死刑。

### 2003年法塔赫和光明团（Osbat al-Nour）的冲突
2003年5月17日，光明团领导阿卜杜拉·什赖迪（Abdullah Shraidi）中弹几乎致命，他的一名保镖和一个路人丧生。当时，他们去参加一名法塔赫成员也是其亲属的易卜拉欣·什赖迪（Ibrahim Shraidi）的葬礼，死者是被不知名的刺杀者枪杀的。之后，光明团和法塔赫成员在艾因赫勒韦爆发了战斗。大约200名光明团的原教旨主义战士袭击了法塔赫的办事处。在艾因赫勒韦的战斗中，8人死亡，25人受伤。艾因赫勒韦的学校被迫关闭，大部分商店在战斗最激烈的时候也都关上了百叶窗，数百名营地居民被迫逃走。伏击之后两个月阿卜杜拉·什赖迪因在袭击中受的伤而不治身亡。法塔赫无法击败营地中的原教旨主义者，只能同意停火。

### 2005年的被捕事件
2005年7月，伊斯兰解放党的4名成员被捕，黎巴嫩当局宣称该团体与叙利亚有关系，而且该团体参与了在多个阿拉伯国家的恐怖袭击。巴勒斯坦方面则称这一举动是根据联合国安全理事会1559号决议开展的为了解除其派别武装而采取的行动。

### 2007年黎巴嫩冲突期间的交火
2007年6月3日，沙姆军（Jund al-Sham）向黎巴嫩军队在西顿附近的检查站发射了手榴弹，黎巴嫩军队奋起反击，导致了在营地中的交火。之前三周，在黎巴嫩北部的巴里德河巴勒斯塔难民营，黎巴嫩军队一直在与法塔赫伊斯兰武装团体进行激烈战斗。

### 2008年冲突
2008年3月，法塔赫一个分支的成员与伊斯兰团体沙姆军之间爆发战斗。

### 叙利亚难民的涌入
由于叙利亚内战，之前住在叙利亚的巴勒斯坦难民大量涌入，使营地条件更为恶化。营地人口因此由7万人暴涨到12万人。
2014年，有人怀疑营地成为从叙利亚逃亡的圣战者叛军的避难所，尤其是在叙利亚军队在黎巴嫩真主党的支持下，于2014年3月赶走叛军，重新控制了耶卜鲁德（Yabroud）之后。

## 知名的营地居民
纳吉·阿里是一名漫画家，他与家人在1948年巴勒斯坦人大逃亡之后搬到了艾因赫勒韦。